# Lazkao Txiki

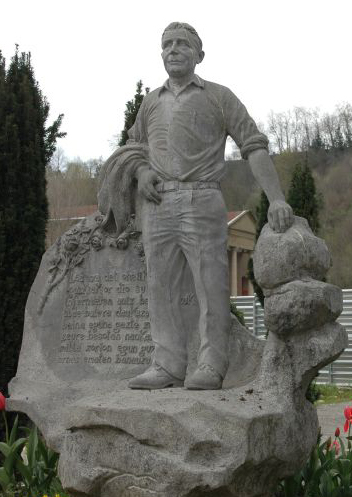
Estàtua a Lazkao

José Miguel Iztueta Kortajarena, més conegut com a Lazkao Txiki, (Lazkao, 15 de setembre de 1926 - San Sebastià, 3 d'abril de 1993) fou un pagès i bertsolari basc.
Iztueta nasqué el 15 de setembre de 1926 a la localitat de Lazkao, situat a la comarca guipuscoana del Goierri, al País Basc, en una família amb 6 germans. Començà a anar a escola als 8 anys i quan en tingué 9 veié actuar a bertsolaris per primera vegada, de qui desenvolupà un entusiasme primerenc i durador.
Ben aviat començà a treballar de paleta, pagès i venent forratge per a vaques. La seva primera actuació pública com a bertsolari fou a Legorreta l'any 1936. L'any 1950 guanyà una competició de joves músic de cant improvisat. Dotze anys més tard, entrà a competir en la categoria més prestigiosa (txapelketa), assolint arribar a les finals. L'any 1965 assolí guanyar la màxima competició i l'any 1967 arribà de nou a les finals en el mateix esdeveniment.
Continuà regularment fins que, el gener de 1993, patí un infart de miocardi després d'una actuació en públic que inclogué un tribut a Aita Santiago Onaindia i Alfonso Irigoyen. Morí el 3 d'abril de 1993 a Sant Sebastià després d'estar tres mesos en coma.
L'any 2007 s'estrenà una competició en nom seu que porta per títol «Lazkao Txiki Bertsopaper Lehiaketa».